# Hans R. Knudsen
Hans Rynkeby Knudsen (* 12. November 1903 in Løgstør, Region Nordjylland; † 4. November 1962 in Nykøbing Mors, Region Nordjylland) war ein dänischer Journalist und Politiker der Socialdemokraterne, der unter anderem Innen- und Finanzminister war.

## Leben
Knudsen, dessen Vater ursprünglich Seemann und dann Redakteur bei der Tageszeitung Social-Demokrat in Løgstør sowie Mitglied des Gemeinderates war, absolvierte nach dem Besuch der Mittelschule eine Ausbildung in einer Fabrik. 1925 beendete er ein Studium an der Wirtschaftshochschule in Aarhus mit dem Handelsexamen und war danach als Buchhalter in seiner Heimatstadt tätig, ehe er 1929 seine politische Laufbahn in der Kommunalpolitik begann und Mitglied der Steuerkommission wurde. Danach wurde er 1931 wie sein Vater Journalist und war zwischen 1936 und 1940 Redakteur der Tageszeitung Skanderborg Social-Demokrat sowie ebenfalls von 1937 bis 1940 auch Mitglied des Gemeinderates von Skanderborg. 1940 wechselte er als Redakteur zu einer Tageszeitung in Nykøbing Mors und war auch dort zwischen 1946 und 1954 Mitglied des Gemeinderates.
Bei den Wahlen vom 5. September 1950 wurde Knudsen als Kandidat der Socialdemokraterne erstmals als Abgeordneter in das Folketing gewählt und vertrat in dieser den Wahlkreis Mors. In der Folgezeit wurde er innerhalb der Fraktion seiner Partei zu einem anerkannten Experten für Steuerrecht. Daneben war er zwischen 1954 und 1958 Mit-Redakteur der sozialdemokratischen Zeitung Verdens Gang.
Am 18. November 1960 wurde Knudsen von Ministerpräsident Viggo Kampmann als Innenminister (Indenrigsminister) in dessen Kabinett berufen. Im Rahmen einer Regierungsumbildung wurde er am 7. September 1961 als Nachfolger von Kjeld Philip Finanzminister (Finansminister) im Kabinett Kampmann und bekleidete dieses Ministeramt bis zu seinem Tod auch in der seit dem 3. September 1962 amtierenden Regierung von Ministerpräsident Jens Otto Krag. Als Finanzminister führte er neben Ministerpräsident Kampmann die Gesetzgebungsverhandlungen für die Umsatzsteuer 1962, die von Ministerpräsident Krag fortgesetzt wurden.